# Mittenwalde (Uckermark)
« Terme1 » redirige ici. Ne doit pas être confondu avec Mittenwalde, ville dans l'arrondissement de Dahme-Forêt-de-Spree.
Mittenwalde est une commune allemande de l'arrondissement d'Uckermark, Land de Brandebourg.

## Géographie
Mittenwalde se situe dans l'Uckermark, dans la réserve de biosphère de Schorfheide-Chorin. La zone de collines atteint une altitude de 90 m. Au nord de Mittenwalde se trouve le lac de Kuhz entouré de prés marécageux qui fait partie des lacs de l'Uckermark.
La commune comprend les quartiers de Blankensee, Forsthaus, Kienwerder, Mittenwalde, Pappelwerder et Seeburg.
|         | Boitzenburger Land |           |
|         | Mittenwalde        | Gerswalde |
| Templin |                    |           |

Mittenwalde se trouve sur la Bundesstraße 109.

## Histoire
La commune de Mittenwalde n'existe fondamentalement que depuis 1928 avec la réunion du district de domaine de Mittenwalde avec Pappelwerder, les domaines de Blankensee et Kienwerder, le domaine de Seeburg du Gutsbezirk de Ruhhof et des parcelles du district de Seeburg dans le Gutsbezirk de Kröchlendorff.

## Démographie
| Année | Nombre d'habitants |
| ----- | ------------------ |
| 1875  | 507                |
| 1890  | 382                |
| 1910  | 549                |
| 1925  | 531                |
| 1933  | 621                |
| 1939  | 590                |
| 1946  | 1 152              |
| 1950  | 1 163              |

| Année | Nombre d'habitants |
| ----- | ------------------ |
| 1964  | 795                |
| 1971  | 753                |
| 1981  | 610                |
| 1985  | 581                |
| 1989  | 570                |
| 1990  | 551                |
| 1991  | 536                |
| 1992  | 522                |
| 1993  | 526                |
| 1994  | 527                |

| Année | Nombre d'habitants |
| ----- | ------------------ |
| 1995  | 527                |
| 1996  | 538                |
| 1997  | 518                |
| 1998  | 522                |
| 1999  | 528                |
| 2000  | 508                |
| 2001  | 509                |
| 2002  | 500                |
| 2003  | 494                |
| 2004  | 494                |

| Année | Nombre d'habitants |
| ----- | ------------------ |
| 2005  | 483                |
| 2006  | 462                |
| 2007  | 430                |
| 2008  | 404                |
| 2009  | 399                |
| 2010  | 391                |
| 2011  | 408                |
| 2012  | 406                |
| 2013  | 400                |
| 2014  | 386                |

| Année | Nombre d'habitants |
| ----- | ------------------ |
| 2015  | 372                |
| 2016  | 367                |
| 2017  | 358                |